# Saphanodes mertensi
Saphanodes mertensi là một loài bọ cánh cứng trong họ Cerambycidae.